# Municipio de Lathrop (Pensilvania)
El municipio de Lathrop (en inglés: Lathrop Township) es un municipio ubicado en el condado de Susquehanna en el estado estadounidense de Pensilvania. En el año 2000 tenía una población de 835 habitantes y una densidad poblacional de 15 personas por km².

## Geografía
El municipio de Lathrop se encuentra ubicado en las coordenadas 41°40′00″N 75°49′59″O / 41.66667, -75.83306.

## Demografía
Según la Oficina del Censo en 2000 los ingresos medios por hogar en la localidad eran de $32,788 y los ingresos medios por familia eran $35,938. Los hombres tenían unos ingresos medios de $29,722 frente a los $20,313 para las mujeres. La renta per cápita para la localidad era de $15,941. Alrededor del 15,0% de la población estaban por debajo del umbral de pobreza.